# Svenska mästerskapet i handboll för herrar 1940/1941
Svenska mästerskapet i handboll 1940/1941 vanns av IFK Kristianstad. Deltagande lag var DM-vinnarna från respektive distrikt.

## Omgång 1
- Visby AIK–IFK Uppsala w.o.
- Sandvikens IF–Nytorp 5–4
- IFK Uddevalla–Redbergslids IK 10–12
- I 2 Karlstad–IFK Skövde resultat saknas
- Västerås IK–Norrköpings AIS 13–7
- Örebro SK–IK City w.o.
- IFK Karlskrona–GoIF Fram w.o.
- IS Halmia–IFK Kristianstad 4–24

## Kvartsfinaler
- IFK Uppsala–Sandvikens IF 8–5
- Redbergslids IK–I 2 Karlstad 18–10
- Västerås IK–Örebro SK 16–5
- IFK Karlskrona–IFK Kristianstad 9–10 (förl.)

## Semifinaler
- IFK Uppsala–Redbergslids IK 7–6
- Västerås IK–IFK Kristianstad 9–12

## Final
- IFK Uppsala–IFK Kristianstad 8–17